# Coupe de Guadeloupe
La Coppa di Guadalupa (fr: Coupe de Guadeloupe) è la più importante competizione calcistica ad eliminazione diretta dell'isola di Guadalupa. Fu creata nel 1939.

## Albo d'oro
| Anno    | Campione            | Risultato         | Finalista           |
| ------- | ------------------- | ----------------- | ------------------- |
| 1939/40 | ?                   | ?                 | AS Redoutable       |
| 1941/42 | Racing Club         | 4-2               | Redoutable          |
| 1943    | interrotta          | interrotta        | interrotta          |
| 1944-45 | non disputata       | non disputata     | non disputata       |
| 1946    | Gauloise            | 1-0               | CS Moulien          |
| 1947    | Cygne Noir          | 3-2               | Red Star            |
| 1948    | CS Moulien          | 2-0               | Cygne Noir          |
| 1949    | non disputata       | non disputata     | non disputata       |
| 1949/50 | Red Star            | 2-1               | CS Moulien          |
| 1951    | Racing Club         | 3-2               | Gauloise            |
| 1952    | Racing Club         | 2-1               | Gauloise            |
| 1953    | non disputata       | non disputata     | non disputata       |
| 1954    | CS Moulien          | 3-2               | Juventus            |
| 1955    | Juventus            | 3-2               | Cygne Noir          |
| 1956    | Red Star            | 2-1               | CS Moulien          |
| 1957    | CS Capesterre       | 2-1               | CS Moulien          |
| 1958    | Juventus            | 2-1               | Red-Star            |
| 1959    | Racing Club         | 2-1               | Red Star            |
| 1959/60 | Red Star            | 3-2               | Juventus            |
| 1961    | Redoutable          | 3-2               | Juventa             |
| 1962    | CS Capesterre       | 3-2               | Juventus            |
| 1963    | Solidarité Scolaire | 4-2               | CS Moulien          |
| 1964    | Juventa             | 2-1               | CS Capesterre       |
| 1965-67 | non disputata       | non disputata     | non disputata       |
| 1968    | Juventa             | 1-0               | Cygne Noir          |
| 1969    | Juventa             | abbandono sul 1-0 | Gauloise            |
| 1969/70 | S.Port-Louis        | 3-0               | Etoile              |
| 1970/71 | Juventus            | 2-1               | Red Star            |
| 1972    | CS Moulien          | 2-1               | Equinoxe            |
| 1973    | Solidarité Scolaire | a tavolino        | Gauloise            |
| 1974    | CS Moulien          | 2-1               | Racing Club         |
| 1975    | Juventus            | 3-0               | Gauloise            |
| 1976    | Juventus            | 3-2               | Etoile              |
| 1977    | Etoile              | 3-1               | Racing Club         |
| 1978    | Juventus            | 3-1               | Etoile              |
| 1979    | Etoile              | 5-1               | Stade Lamentinois   |
| 1979/80 | JSC Mgte            | 1-0               | CS Moulien          |
| 1981    | Jeunesse (T.R.)     | 5-2               | CS Capesterre       |
| 1982    | CS Capesterre       | 5-0               | SIROCO              |
| 1983    | Cygne Noir          | 1-1 (4-2 dcr)     | Etoile              |
| 1984    | Etoile              | 1-0               | Cygne Noir          |
| 1985    | Etoile              | 2-0               | S.Port-Louis        |
| 1986    | Solidarité Scolaire | 1-0               | Sporting            |
| 1987    | SIROCO              | 1-0               | Etoile              |
| 1988    | US Baie-Mahault     |                   |                     |
| 1989    | Zénith              |                   |                     |
| 1991    | Racing Club         |                   |                     |
| 1992    | Solidarité Scolaire |                   |                     |
| 1993    | Solidarité Scolaire |                   |                     |
| 1994    | Arsenal             |                   |                     |
| 1999    | AJCS Terre-de-Haut  | 1-0               | Juventus            |
| 2000    | AS Gosier           | 3-3 (4-1 dcr)     | Juventus            |
| 2001    | Racing Club         | 2-2 (4-3 dcr)     | Jeunesse (T.R.)     |
| 2002    | Etoile              | 2-1               | Solidarité Scolaire |
| 2003    | ?                   | ?                 | ?                   |
| 2004    | Racing Club         | 3-1               | AS Gosier           |
| 2005    | Rapid Club          | 3-1               | Fumerolles          |
| 2006    | Amical Club         | 3-2 (dts)         | Solidarité Scolaire |
| 2007    | Gauloise            | 2-0               | AS Dragon (Gosier)  |
| 2008    | CS Moulien          | 1-0               | US Baie-Mahault     |
| 2009    | Racing Club         | 1-0 (dts)         | Amical Club         |
| 2010    | CS Moulien          | 2-0               | JS Vieux-Habitants  |
| 2011    | Red Star            | 1-0               | Racing Club         |
| 2012    | USR                 | 1-0               | JS Vieux-Habitants  |
| 2013    | CS Moulien          | 2-0               | Solidarité Scolaire |
| 2014    | CS Moulien          | 3-2               | Etoile              |
| 2015    | Etoile              | 2-0               | Cactus              |
| 2016    | USC de Bananier     | 1-1 (5-4 dtr)     | USR                 |
| 2017    | CS Moulien          | 1-0               | US Baie-Mahault     |
| 2018    | Etoile              | 1-0               | Phare du Canal      |
| 2019    | US Baie-Mahault     | 4-1               | CS Saint-François   |